# Нивы (Ленинградская область)
Нивы — деревня в Колчановском сельском поселении Волховского района Ленинградской области.

## История
Деревня Нивы упоминается на карте Санкт-Петербургской губернии Ф. Ф. Шуберта 1834 года.

НИВЫ — деревня принадлежит чиновнику 9 класса Капустину и наследникам Резановой, число жителей по ревизии: 34 м. п., 33 ж. п. (1838 год)

На карте Ф. Ф. Шуберта 1844 года также отмечена деревня Нивы.

НИВЫ — деревня подполковника Засс и господина Лемана, по просёлочной дороге, число дворов — 10, число душ — 19 м. п. (1856 год)

НИВА — деревня владельческая при реке Лынне, число дворов — 12, число жителей: 49 м. п., 38 ж. п.; Часовня православная. (1862 год)

В 1867—1869 годах временнообязанные крестьяне деревни выкупили свои земельные наделы у Е. И. Леман и стали собственниками земли.

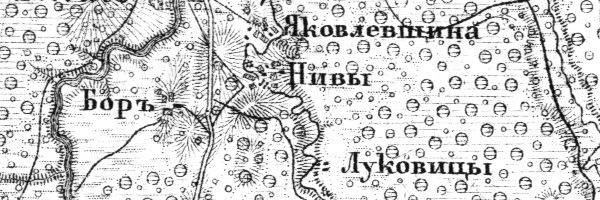
Деревня Нивы на карте Ф. Ф. Шуберта 1872 года

В конце XIX — начале XX века деревня административно относилась к Хамонтовской волости 2-го стана Новоладожского уезда Санкт-Петербургской губернии.
По данным «Памятной книжки Санкт-Петербургской губернии» за 1905 год деревня Нивы входила в Ежовское сельское общество.
С 1917 по 1920 год деревня Нивы входила в состав Нивского сельсовета Хамонт-Колчановской волости Новоладожского уезда.
С 1921 года в составе Ежовского сельсовета Волховского уезда.
С 1927 года в составе Волховского района.
В 1928 году население деревни Нивы составляло 123 человека.
По данным 1933 года деревня  Нивы входила в состав Ежовского сельсовета Волховского района.
С 1946 года в составе Новоладожского района.
С 1954 года в составе  Колчановского сельсовета.
В 1958 году население деревни Нивы составляло 63 человека.
С 1963 года в составе Волховского района.
По данным 1966, 1973 и 1990 годов деревня  Нивы также входила в состав Колчановского сельсовета.
В 1997 году в деревне Нивы Колчановской волости проживали 2 человека, в 2002 году — постоянного населения не было.
В 2007 году в деревне Нивы Колчановского СП не было постоянного населения, в 2010 году — проживал 1 человек.

## География
Деревня расположена в центральной части района на автодороге 41К-062 (Куколь — Бор).
Расстояние до административного центра поселения — 10 км.
Расстояние до ближайшей железнодорожной платформы Георгиевская — 6 км.
Через деревню протекает река Полона. С запада к деревне примыкает заполненный водой песчаный карьер.

## Демография
| 1838 | 1862 | 1997 | 2002 | 2007 | 2010 | 2013 |
| ---- | ---- | ---- | ---- | ---- | ---- | ---- |
| 67   | ↗68  | ↘2   | ↘0   | →0   | ↗1   | ↘0   |
| 2017 |      |      |      |      |      |      |
| →0   |      |      |      |      |      |      |

По данным Всероссийской переписи населения 2021 года в деревне постоянного населения не было.